# 栄町 (草加市)
栄町（さかえちょう）は、埼玉県草加市の町名。現行行政地名は栄町一丁目から三丁目。郵便番号は340-0011。

## 地理
草加市中央部の沖積平野に位置する。獨協大学前駅東側一帯で、綾瀬川が東側境界、伝右川が西側境界を流れる。地内は住宅地となっている。

## 沿革
- 1958年（昭和33年）11月1日 - 草加町大字北草加、与左衛門新田、弥惣右衛門新田、太郎左衛門新田、庄左衛門新田から栄町が成立[4]。
- 1970年（昭和45年）4月1日 - 第2次住居表示の実施に伴ない[5]、栄町から栄町一丁目〜三丁目が成立[6][4]。また、栄町の一部が草加一丁目〜五丁目[6]、松原一丁目〜三丁目・五丁目[7]の各一部となる。

## 世帯数と人口
2017年（平成29年）10月1日現在の世帯数と人口は以下の通りである。
| 丁目       | 世帯数    | 人口    |
| ---------- | --------- | ------- |
| 栄町一丁目 | 613世帯   | 1,361人 |
| 栄町二丁目 | 1,715世帯 | 3,565人 |
| 栄町三丁目 | 1,402世帯 | 2,746人 |
| 計         | 3,730世帯 | 7,672人 |

## 小・中学校の学区
市立小・中学校に通う場合、学区は以下の通りとなる。
| 丁目       | 番地 | 小学校             | 中学校             |
| ---------- | ---- | ------------------ | ------------------ |
| 栄町一丁目 | 全域 | 草加市立草加小学校 | 草加市立松江中学校 |
| 栄町二丁目 | 全域 | 草加市立栄小学校   | 草加市立松江中学校 |
| 栄町三丁目 | 全域 | 草加市立栄小学校   | 草加市立栄中学校   |

## 交通

### 鉄道
- 東武伊勢崎線（東武スカイツリーライン）獨協大学前駅

### 道路
- 埼玉県道49号足立越谷線
- 埼玉県道34号さいたま草加線
- 埼玉県道403号獨協大学前停車場線
- 栄中央通り

## 施設
- 草加郵便局
- 三菱UFJ銀行草加支店
- 武蔵野銀行松原支店
- 草加みどり幼稚園
- 草加神召キリスト教会
- 栄町児童遊園
- 栄第2公園
- 栄第3公園
- 栄第5公園
- 栄第8公園
- 栄第9公園